# Telefondose

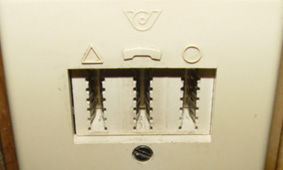
Telefondose aus Österreich

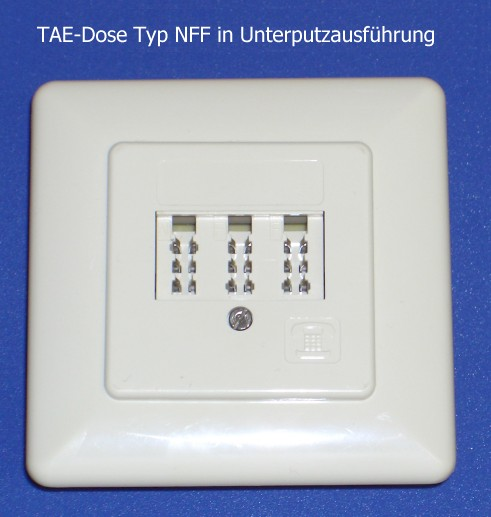
TAE-Dose aus Deutschland

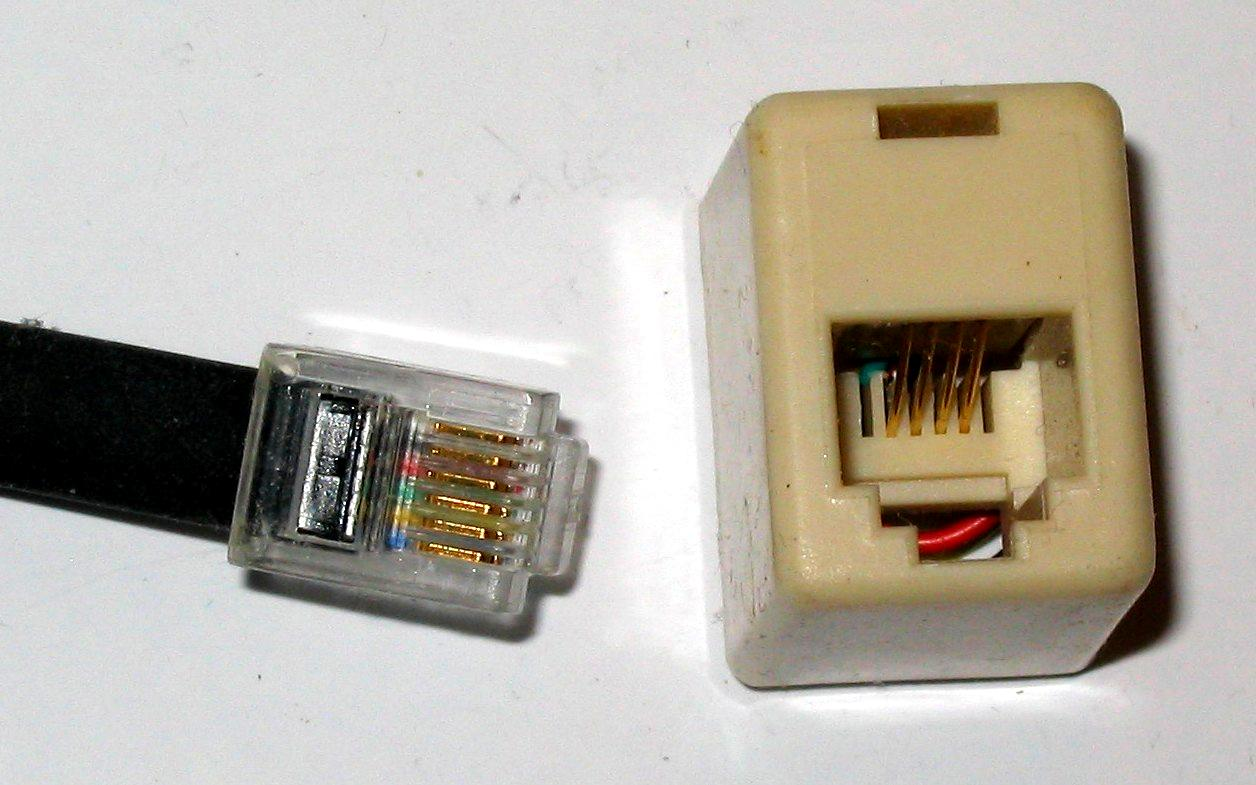
Amerikanische RJ-XX-Verbindung

Als Telefondose oder Telefonsteckdose wird umgangssprachlich die Anschlussmöglichkeit eines Telefons, eines Anrufbeantworters oder Modems an das Vermittlungsnetz bezeichnet, als Telefonstecker der dazugehörige Stecker.

## Nationale Telefonstecksysteme
| Land                   | Stecksystem                                               | Bemerkung                                                        |
| ---------------------- | --------------------------------------------------------- | ---------------------------------------------------------------- |
| Australien             | 610-Stecker                                               |                                                                  |
| Brasilien              | Telebrás-Dose                                             |                                                                  |
| Deutschland            | Telekommunikations-Anschluss-Einheit (TAE)                | früher Walzenstecker, ZB 50, VDo, ADo 4, ADo 5, ADo 8 und ADo 16 |
| Frankreich             | F-010-Anschluss                                           |                                                                  |
| GUS-Staaten            | Телефонные розетки                                        | Telefon-Steckdosen                                               |
| Hongkong               | 431A, 631A und BS 6312                                    |                                                                  |
| Israel                 | 431A, 631A und BS 6312                                    |                                                                  |
| Italien                | Dreipol-Anschluss (traditionell) und Westernstecker RJ-XX |                                                                  |
| Liechtenstein          | Reichle-Stecker (TT83, TT87, TT89)                        | früher TT-Stecker 4-polig                                        |
| Zypern                 | 431A, 631A und BS 6312                                    |                                                                  |
| Österreich             | Telefonsteckdose (Österreich) (TDO)                       | früher Walzenstecker und ADo 8                                   |
| Schweden               | SS 455 15 50-Standard                                     |                                                                  |
| Schweiz                | Reichle-Stecker (TT83, TT87, TT89)                        | früher TT-Stecker 4-polig                                        |
| Südafrika              | Protea-Anschluss                                          |                                                                  |
| Vereinigtes Königreich | 431A, 631A und BS 6312                                    |                                                                  |
| Vereinigte Staaten     | Westernstecker RJ-XX                                      | zunehmend auch in Europa eingesetzt, z. B. bei ISDN              |
| Zypern                 | 431A, 631A und BS 6312                                    |                                                                  |

Für Anpassungen der unterschiedlichen Systeme siehe

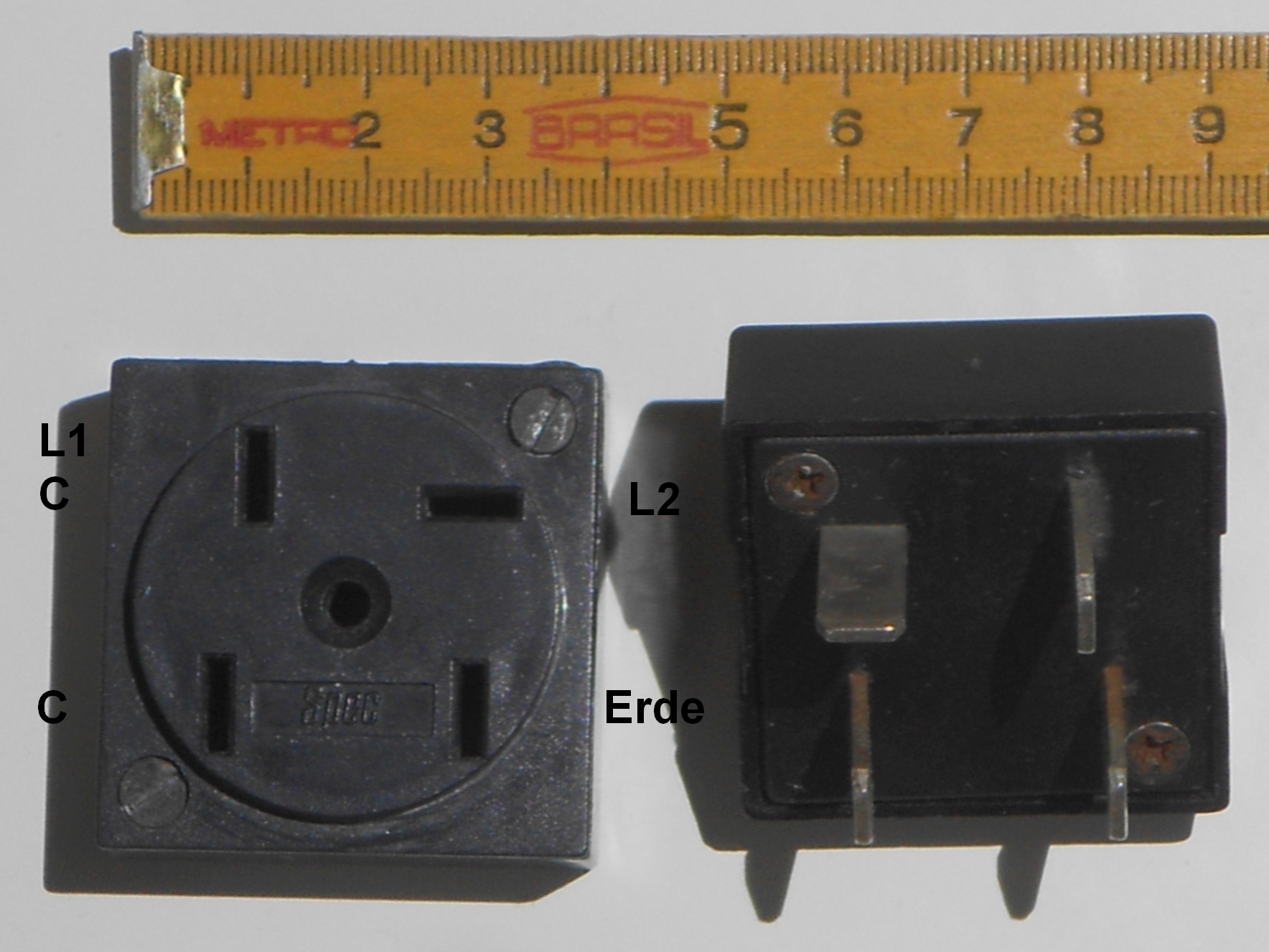
Brasilianische "Telebrás" Telefondose mit Bohrung in der Mitte für Befestigungsschraube. Wird heute mit RJ Adapter 6P2C verwendet. Kontakte: 7 mm × 15 mm × 1,5 mm.

## Geschichte
Telefonstecker oder Klinkenstecker engl.Telephone plug waren in den Anfängen der Telekommunikationstechnik die Stecker, die von Telefonisten in Handvermittlungsanlagen umgesteckt wurden, später wurden damit auch die Leitungsstöpsel bezeichnet, wobei der Walzenstecker die dicke Ausführung bezeichnet. Die zugehörigen Dosen waren Buchsen in Schaltschränken, seltener als Kupplung ausgeführt.
In Deutschland schloss die Deutsche Bundespost bis in die 1980er-Jahre ihre Telefone nicht per frei zugänglichem Stecker an, sondern es gab eine Verbinderdose, an die das Telefonanschlusskabel angeschraubt wurde. Jede Veränderung durfte nur durch einen Techniker der Bundespost erfolgen. Die Telefone waren nicht im freien Handel erhältlich, sondern waren meist Eigentum der Bundespost und wurden den Kunden vermietet. Wer ein eigenes Telefon erwerben wollte, konnte nur eines der von der Bundespost zugelassenen und verkauften Geräte verwenden.